# 近津駅
近津駅（ちかつえき）は、福島県東白川郡棚倉町大字寺山字高瀬田にある、東日本旅客鉄道（JR東日本）水郡線の駅である。

## 歴史
- 1932年（昭和7年）11月11日：開業[2]。
- 1962年（昭和37年）11月20日：貨物の取り扱いを廃止[2]。
- 1970年（昭和45年）10月1日：荷物の扱いを廃止[2][3]。無人化[4]。個人商店に乗車券発売を委託した簡易委託駅となる[5]。
- 1975年（昭和50年）11月：駅長事務室を保線作業員の詰所に改装[6]。
- 1987年（昭和62年）4月1日：国鉄分割民営化により、JR東日本の駅となる[2]。
- 1995年（平成7年）：簡易委託（駅前商店）を解除。
- 1997年（平成9年）：駅舎を改築[1]。

## 駅構造
単式ホーム1面1線を有する地上駅である。行き違い設備廃止までは相対式ホーム2面2線を持ち、旧ホームが現在も残る。
水郡線統括センター（常陸大子駅）管理の無人駅で、待合室があるのみである。

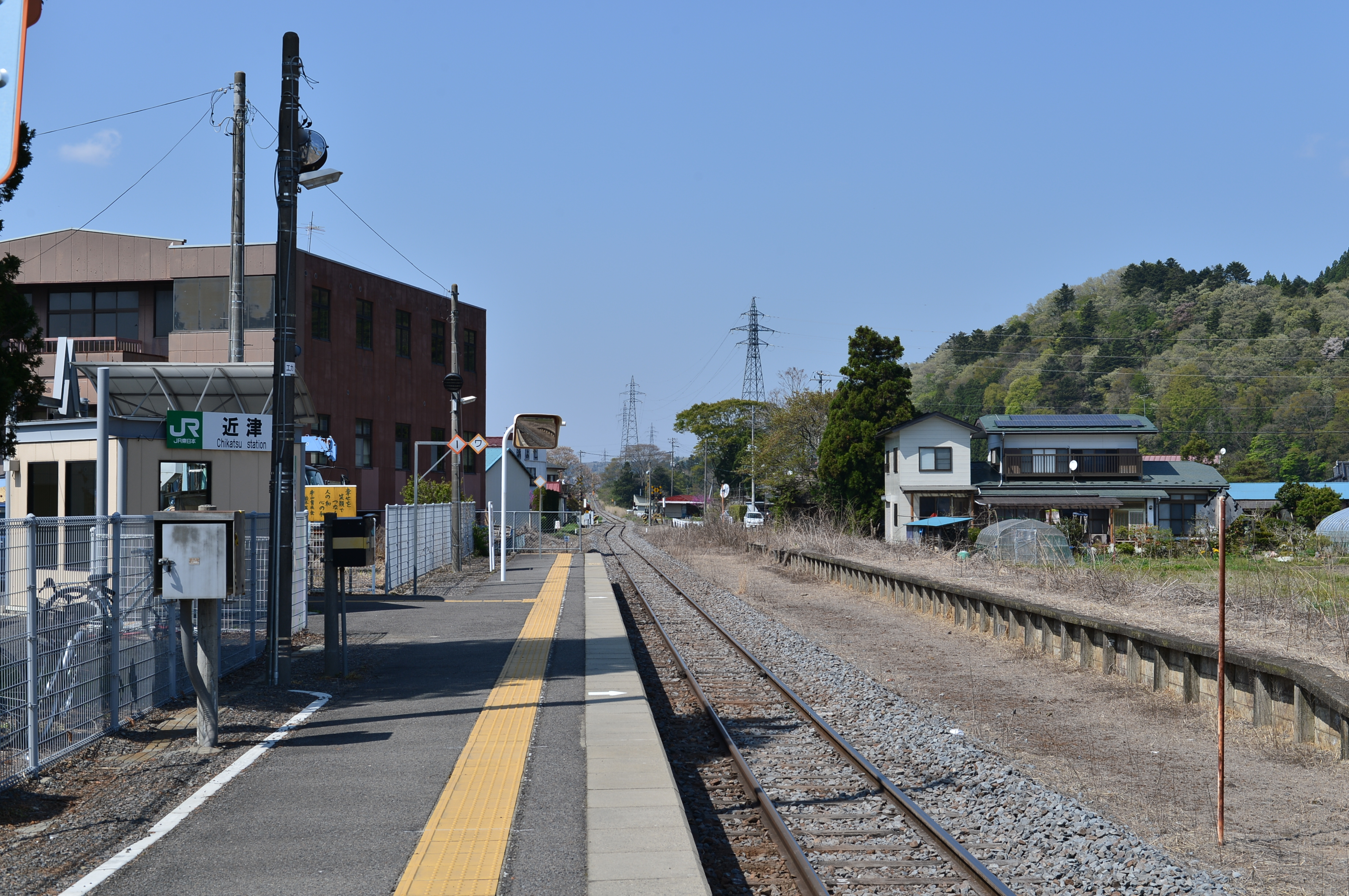
ホーム（2015年4月）

## 利用状況
「福島県統計年鑑」によると、2000年度（平成12年度）- 2004年度（平成16年度）の1日平均乗車人員の推移は以下のとおりであった。
| 乗車人員推移       | 乗車人員推移     | 乗車人員推移 |
| 年度               | 1日平均 乗車人員 | 出典         |
| ------------------ | ---------------- | ------------ |
| 2000年（平成12年） | 25               | [ 7 ]        |
| 2001年（平成13年） | 22               | [ 8 ]        |
| 2002年（平成14年） | 25               | [ 9 ]        |
| 2003年（平成15年） | 25               | [ 10 ]       |
| 2004年（平成16年） | 30               | [ 11 ]       |

## 駅周辺

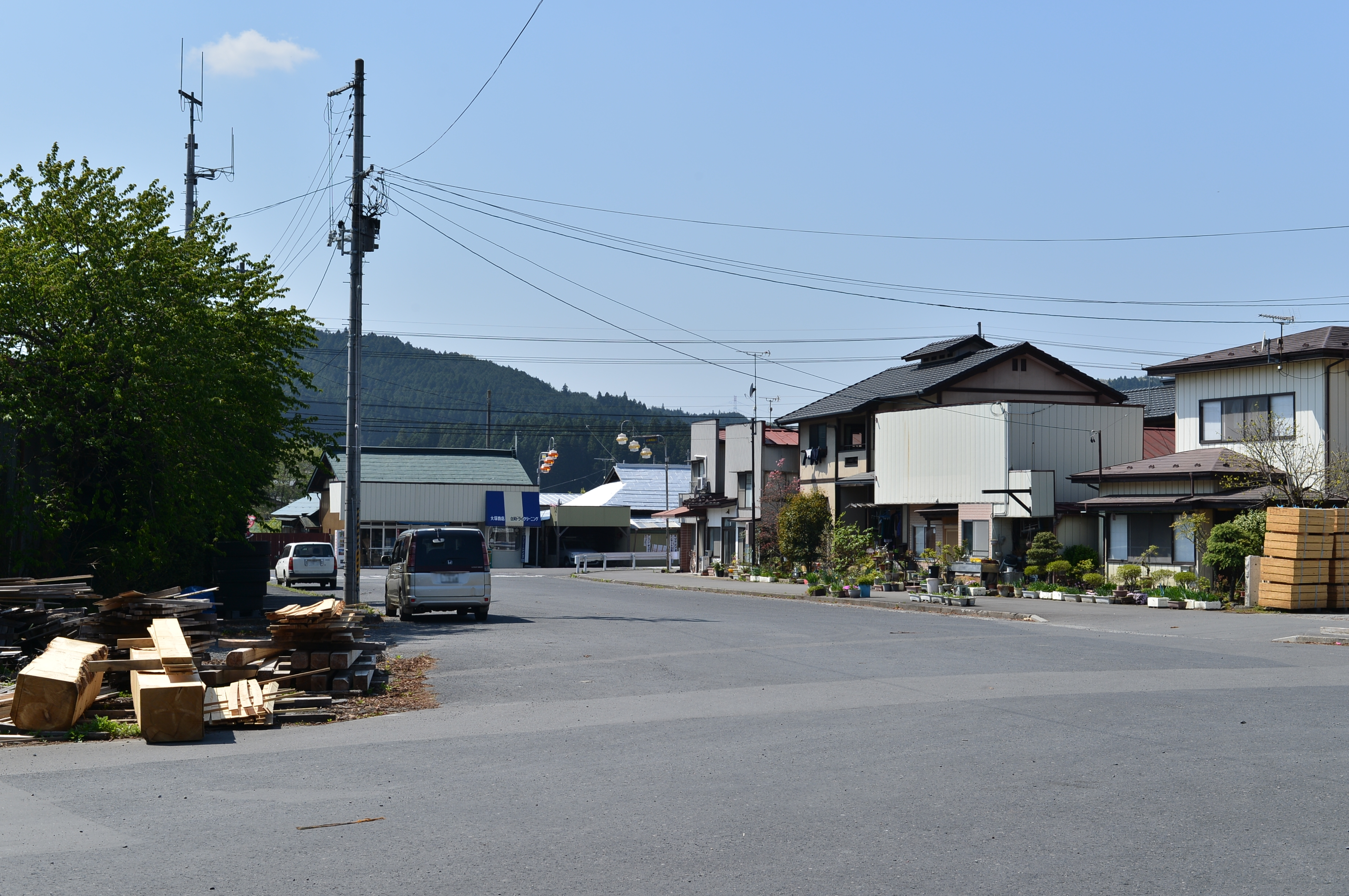
駅前

駅前に住宅や商店が若干ある。
- 国道118号
- 国道289号
- 福島県道176号近津停車場線
- 福島県道231号山本不動線
- 久慈川
- 近津川
- 八槻都々古別神社
- 棚倉町立近津小学校
- 近津郵便局
- みりょく満点物語
- 福島交通「近津駅前」停留所

## 隣の駅
東日本旅客鉄道（JR東日本）
■水郡線
磐城塙駅 - 近津駅 - 中豊駅